# Diekholzen
Diekholzen ist eine Gemeinde im niedersächsischen Landkreis Hildesheim.

## Geografie

### Lage
Diekholzen liegt südlich von Hildesheim am Nordrand des Hildesheimer Waldes. Durch den Ortsteil Egenstedt fließt der Fluss Innerste. Die Ortsteile Diekholzen und Söhre liegen im Tal der Beuster, eines Nebenflusses der Innerste. Der Hildesheimer Wald steigt im Gemeindegebiet mit dem Steinberg auf eine Höhe von 327,5 m ü. NHN an. Die Innerste verlässt das Gemeindegebiet auf einer Höhe von 81 m.

### Gemeindegliederung
Diekholzen gliedert sich in folgende Ortsteile:
1. Diekholzen (3062 Einwohner)
2. Barienrode (1720)
3. Söhre (1377)
4. Egenstedt (663)

### Ausdehnung des Gemeindegebiets
Die Gemeinde hat eine Nord-Süd-Ausdehnung von 6,2 km und eine West-Ost-Ausdehnung von 9,5 km. Seit 2005 beträgt die Gemeindefläche 30,21 km². In den Jahren davor erfolgte ein Gebietstausch mit der Stadt Hildesheim, bei dem der Verlauf der gemeinsamen Grenze dem Verlauf der Landesstraße 485 angeglichen wurde. 2004 umfasste das Gemeindegebiet 29,81 km², von 1974 bis 2003 waren es 29,36 km².

### Nachbargemeinden
Im Norden grenzt die Stadt Hildesheim an die Gemeinde. Östlich und südlich liegt die Stadt Bad Salzdetfurth. Sibbesse grenzt im Süden an das Gemeindegebiet. Die Mitgliedsgemeinde Gronau der Samtgemeinde Leinebergland grenzt im Westen an die Gemeinde.

## Geschichte
Der Name der Gemeinde rührt von Teich (Diek) und Wald (Holzen) her. Schon 1125 ist ein Ort in der Gegend namens Holthusen erwähnt. 1267 wird erstmals „Dicholthusen“ genannt. 1597 wurde der Ort als „Deichholzhusen“ erwähnt. So zeigt das Wappen der Gemeinde in der oberen Hälfte eine goldene Axt gekreuzt mit einer goldenen Holzsäge, davor eine Grubenlampe. Im unteren Teil befindet sich ein goldener Pflug. Die Symbole liegen auf rotem Grund. Noch um 1850 war Diekholzen mit 353 Einwohnern erheblich kleiner als das benachbarte Söhre mit 444 Einwohnern. 1900 zählte Diekholzen 498 Einwohner. 1939 lag die Einwohnerzahl bei 759, 1950 bei 1526 und 1964 bei 2094, nachdem sich viele Flüchtlinge und Vertriebene in Diekholzen angesiedelt hatten. 1974 wurden die bis dahin selbständigen Dörfer Söhre, Barienrode und Egenstedt mit damals 2955 Einwohnern nach Diekholzen eingemeindet, das nun mit allen Ortsteilen 6525 Einwohner zählte. Die Ortschaften gehörten zum Kloster Marienrode.

Türsturz mit Inschrift Pfarrheim Egenstedt

Die am frühesten erwähnte Ortschaft in der Gemeinde ist Egenstedt, das in einer Urkunde des Bistums Hildesheim aus dem Jahre 996 genannt wird. Das Wappen der Ortschaft trägt das goldene Monogramm des Jesuitenordens auf rotem Grund. Es ziert auch den Türsturz vom sogenannten Jesuiterhof in Egenstedt, dem heutigen Pfarrheim. Schon seit dem Mittelalter gehörte der Hof ebenso wie die übrigen Hofstellen der Ortschaft zum Grundbesitz des Klerus. 1594 übertrug Fürstbischof Ernst die Hofstelle dem Jesuitencollegium. Die von Pächtern (Meiern) zu leistenden Zahlungen und Lieferungen dienten dem Unterhalt der Jesuitenschule in Hildesheim (Josephinum). 1725 übernahmen die Jesuiten die Bewirtschaftung des Hofs selbst. Das dazugehörende Ackerland verpachteten sie später an verschiedenen Egenstedter Einwohner, die Hofstelle (Gebäude, Garten und Wiese) bis 1775 an einen Schäfer. 1787 pachtete der Dorfschullehrer den Jesuiterhof zunächst für 12 Jahre und wohnte dort, weil sich das benachbarte Schulhaus in einem desolaten Zustand befand. Es wurde 1791/93 abgerissen und durch einen modernen Neubau ersetzt. 1900 hatte Egenstedt 188 Einwohner. Auch in Egenstedt (1939: 214 Einwohner), dem kleinsten Ortsteil Diekholzens, stieg die Einwohnerzahl (1950: 448) nach dem Zweiten Weltkrieg durch den Zuzug von Vertriebenen und Flüchtlingen erheblich an, sie lag 1997 bei 733.
Barienrode wird bereits 1022 erstmals schriftlich erwähnt, hier lebte während des Hochmittelalters im 12. bis 14. Jahrhundert das Rittergeschlecht zu Barienrode. Das Wappen zeigt zwei quer jeweils nach außen zeigende silberne Fische auf blauem Grund. Barienrode hatte 1939 129 Einwohner, doch durch den Zuzug von Vertriebenen und Flüchtlingen stieg die Einwohnerzahl nach dem Zweiten Weltkrieg rasch an. 1997 betrug sie 1812.
Die Ortschaft Söhre wird erstmals 1125 als Sutherem erwähnt. Die Siedlung dürfte freilich wesentlich älter sein, als es die Ersterwähnung nahelegt. Ob sich der Ortsname Suthre in einer Urkunde von 1022 auf Söhre bezieht, ist nicht sicher geklärt. Der Ort feierte 1997 sein 975-jähriges Bestehen, woran ein Gedenkstein in der Hauptstraße erinnert. Das Gemeindewappen von Söhre hat auf der linken Hälfte die Hildesheimer Farben, auf der rechten ein Bild des alten Kirchturms. 1900 zählte Söhre 442 Einwohner. 1964 war die Einwohnerzahl auf 1065 gestiegen, 1990 lag bei sie bei 1290 und 1997 bei 1547.

### Eingemeindungen
Am 1. März 1974 wurden die Gemeinden Barienrode, Egenstedt und Söhre eingegliedert.

### Einwohnerentwicklung
Durch die Schaffung von Baugebieten stieg die Einwohnerzahl seit den 1970er Jahren bis Mitte der 1990er Jahre an. Seitdem ist die Bevölkerung um fast ein Zehntel zurückgegangen. Die Einwohnerzahl betrug laut Landesamt für Statistik Niedersachsen:
| Datum             | Einwohner |
| ----------------- | --------- |
| 31. Dezember 1968 | 5448      |
| 31. Dezember 1969 | 5667      |
| 27. Mai 1970      | 5581      |
| 31. Dezember 1970 | 5888      |
| 31. Dezember 1971 | 6367      |
| 31. Dezember 1972 | 6435      |
| 31. Dezember 1973 | 6537      |
| 31. Dezember 1974 | 6292      |
| 31. Dezember 1975 | 6388      |
| 31. Dezember 1976 | 6584      |
| 31. Dezember 1977 | 6835      |
| 31. Dezember 1978 | 6919      |
| 31. Dezember 1979 | 6869      |
| 31. Dezember 1980 | 6848      |
| 31. Dezember 1981 | 6833      |
| 31. Dezember 1982 | 6791      |
| 31. Dezember 1983 | 6710      |
| 31. Dezember 1984 | 6579      |
| 31. Dezember 1985 | 6524      |
| 31. Dezember 1986 | 6473      |

| Datum             | Einwohner |
| ----------------- | --------- |
| 25. Mai 1987      | 6199      |
| 31. Dezember 1987 | 6162      |
| 31. Dezember 1988 | 6116      |
| 31. Dezember 1989 | 6189      |
| 31. Dezember 1990 | 6202      |
| 31. Dezember 1991 | 6497      |
| 31. Dezember 1992 | 6890      |
| 31. Dezember 1993 | 6953      |
| 31. Dezember 1994 | 7107      |
| 31. Dezember 1995 | 7169      |
| 31. Dezember 1996 | 7181      |
| 31. Dezember 1997 | 7155      |
| 31. Dezember 1998 | 7123      |
| 31. Dezember 1999 | 7046      |
| 31. Dezember 2000 | 7021      |
| 31. Dezember 2001 | 6969      |
| 31. Dezember 2002 | 6966      |
| 31. Dezember 2003 | 6953      |
| 31. Dezember 2004 | 6878      |
| 31. Dezember 2005 | 6891      |

| Datum             | Einwohner |
| ----------------- | --------- |
| 31. Dezember 2006 | 6801      |
| 31. Dezember 2007 | 6760      |
| 31. Dezember 2008 | 6699      |
| 31. Dezember 2009 | 6732      |
| 31. Dezember 2010 | 6736      |
| 31. Dezember 2011 | 6687      |
| 31. Dezember 2012 | 6614      |
| 31. Dezember 2013 | 6550      |
| 31. Dezember 2014 | 6535      |
| 31. Dezember 2015 | 6493      |
| 31. Dezember 2016 | 6521      |
| 31. Dezember 2017 | 6476      |
| 31. Dezember 2018 | 6439      |
| 31. Dezember 2019 | 6399      |
| 31. Dezember 2020 | 6358      |
| 31. Dezember 2021 | 6325      |
| 31. Dezember 2022 | 6045      |
| 31. Dezember 2023 | 6007      |

## Politik

### Gemeinderat
Der Rat der Gemeinde Diekholzen besteht aus 18 Ratsmitgliedern. Dies ist die festgelegte Anzahl für eine Gemeinde mit einer Einwohnerzahl zwischen 6001 und 7000 Einwohnern. Die Ratsmitglieder werden durch eine Kommunalwahl für jeweils fünf Jahre gewählt.
Stimm- und sitzberechtigt im Rat der Gemeinde ist außerdem der hauptamtliche Bürgermeister.
Die letzten Kommunalwahlen ergaben die folgende Sitzverteilung:
| Kommunalwahl       | SPD | CDU | Die Unabhängigen | Grüne | FDP | Gesamt (*einschl. Bürgermeistersitz) |
| ------------------ | --- | --- | ---------------- | ----- | --- | ------------------------------------ |
| 12. September 2021 | 8*  | 6   | 2                | 2     | 1   | 19 Sitze                             |
| 11. September 2016 | 5   | 7*  | 5                | 2     | -   | 19 Sitze                             |
| 11. September 2011 | 5   | 8*  | 4                | 2     | -   | 19 Sitze                             |

### Bürgermeister
Hauptamtlicher Bürgermeister der Gemeinde Diekholzen ist Matthias Bludau (SPD). Bei der Bürgermeisterwahl 2021 gewann er mit 51,18 Prozent der Stimmen gegen die damalige Amtsinhaberin Birgit Diekhoff-Hübinger (CDU).
Frühere Amtsinhaber waren Jürgen Meier (CDU), Lutz Gerschler (CDU), Paul Wehrmaker (CDU). Jürgen Meier war der erste hauptamtliche Bürgermeister. Die früheren Amtsinhaber waren ehrenamtlich tätig, während die Gemeindeverwaltung von einem hauptamtlichen Gemeindedirektor geführt wurde.

### Ortsvorsteher
Der gleichnamige Ortsteil Diekholzen wird auf kommunaler Ebene von einem Ortsvorsteher vertreten. Aktuell ist Martin Küster in dieser Funktion.

### Wappen
| Wappen von Diekholzen | Blasonierung: „In Rot über goldenem Pflug, hinter einer goldenen Grubenlampe, eine goldene Axt, gekreuzt von einer goldenen Säge.“ |
| Wappen von Diekholzen | Wappenbegründung: noch offen |

### Gemeindepartnerschaften
Diekholzen unterhält Partnerschaften mit Combloux in Frankreich sowie seit 1993 zu der bis 2010 bestehenden Gemeinde Karow in Mecklenburg-Vorpommern. Karow wurde 2011 nach Plau am See eingemeindet, seitdem besteht die Partnerschaft mit Plau am See.

## Kultur und Sehenswürdigkeiten

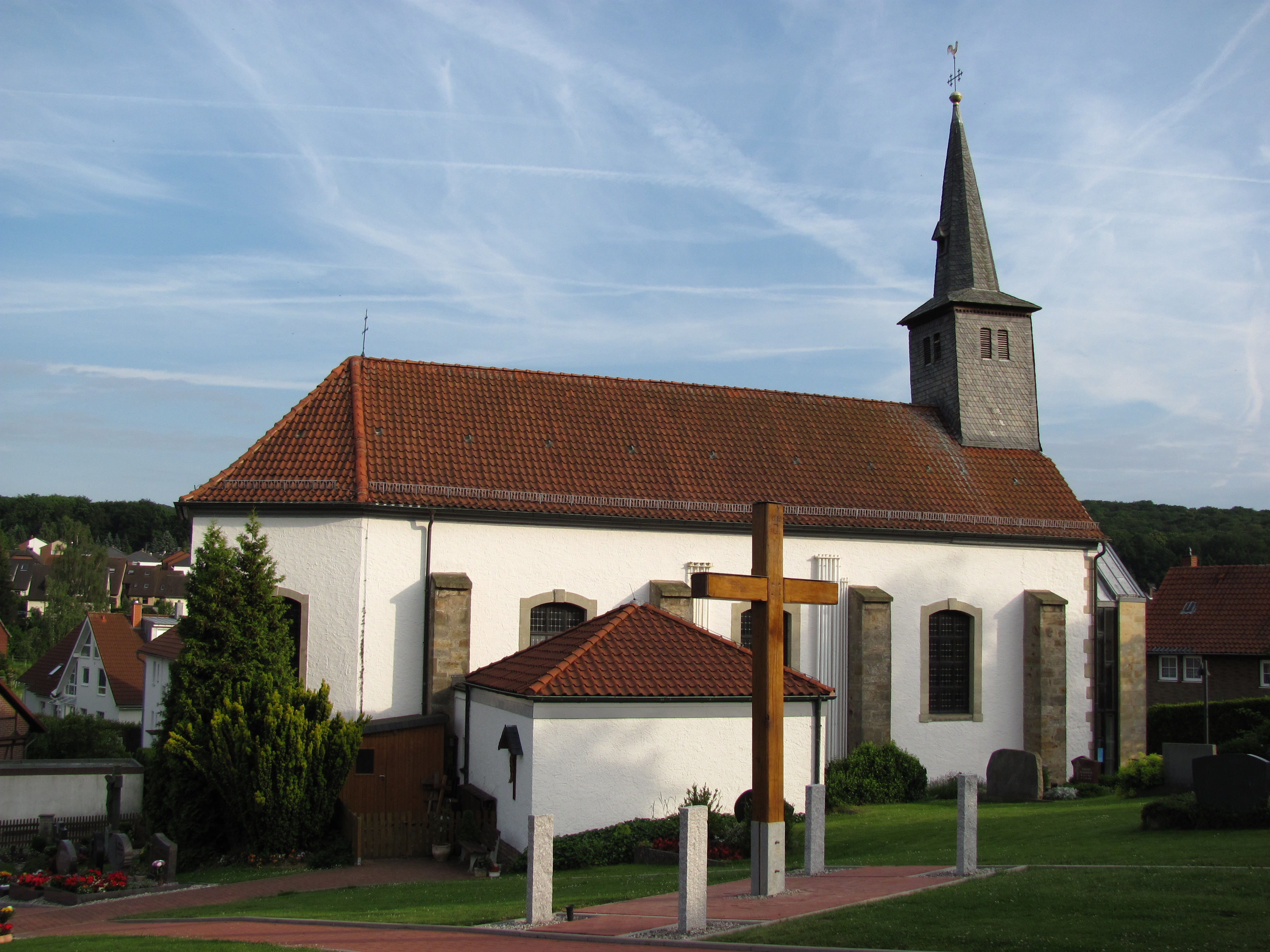
St. Jakobuskirche von 1656

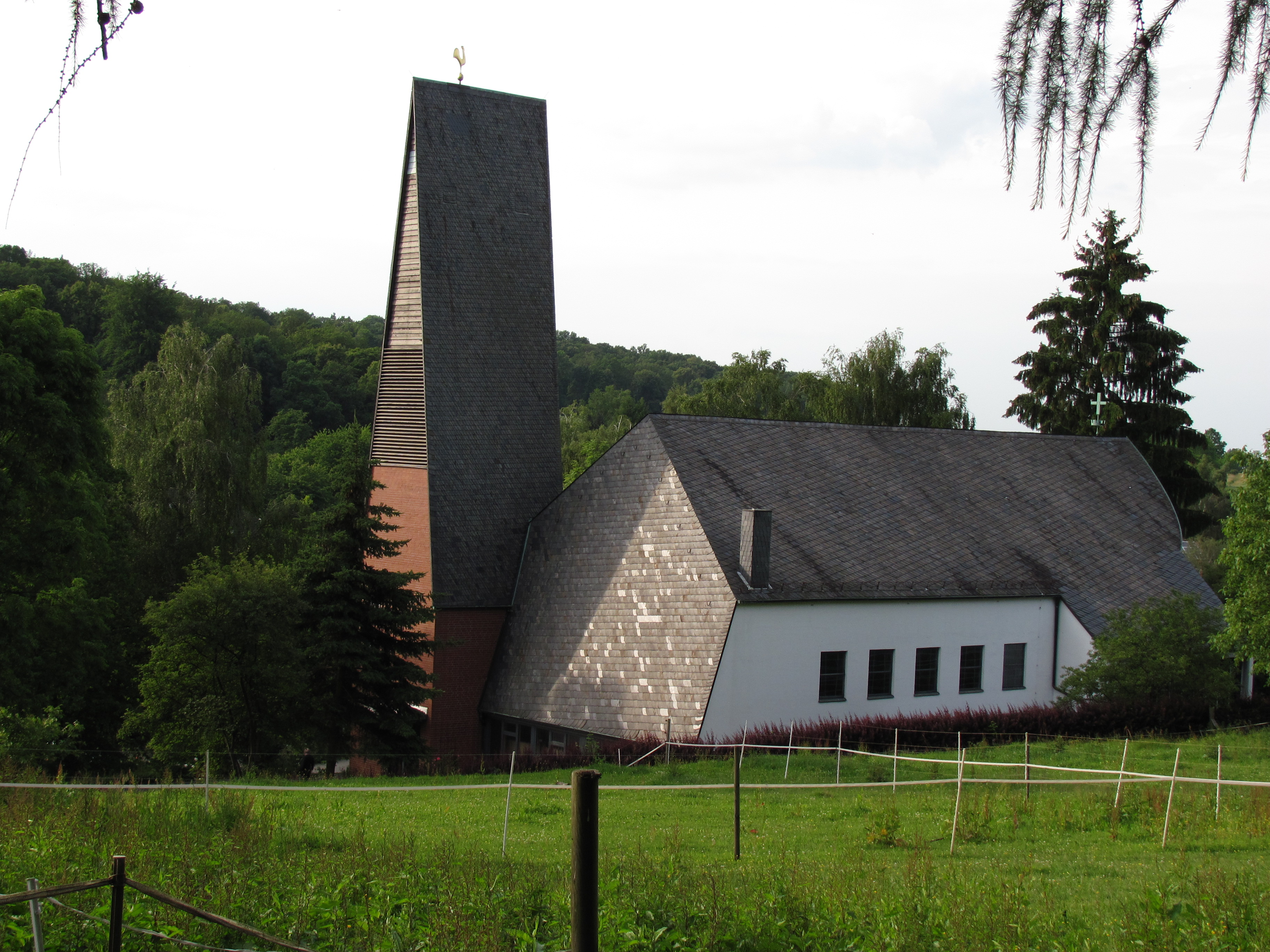
Ev. Auferstehungskirche von 1963

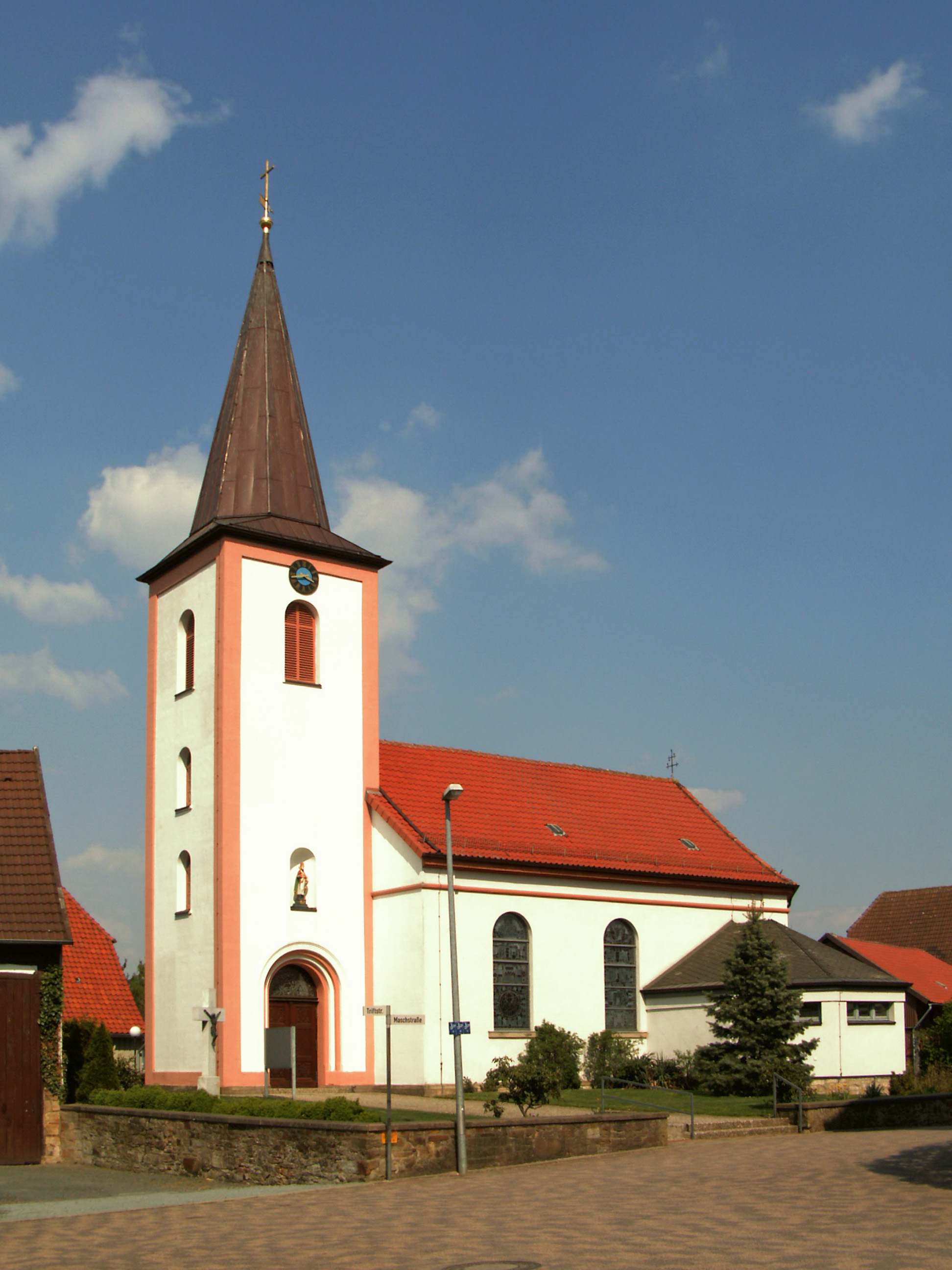
St.-Nikolaus-Kirche, Egenstedt

### Sehenswürdigkeiten
Im alten Dorfkern von Diekholzen, in dem sich noch mehrere gut erhaltene alte Bauernhöfe und Fachwerkhäuser befinden, ist die 1656 erbaute katholische Kirche St. Jakobus der Ältere sehenswert. Die Pfingsten 1963 fertiggestellte evangelische Auferstehungskirche bildet hierzu einen auffallenden Kontrast. In ihr ist unter anderem das Altarmosaik beachtenswert. Die Kirche wurde von dem Hildesheimer Architekten Ernst-August Seevers erbaut. Bis 1963 hatte Diekholzen keine evangelische Kirche, da fast alle Einwohner katholisch waren, denn Diekholzen und die umliegenden Dörfer hatten sich – im Gegensatz zur Mehrheit in der Stadt Hildesheim – nicht der Reformation angeschlossen. Erst nach dem Zweiten Weltkrieg wurde wegen des Zuzuges zahlreicher Flüchtlinge und Vertriebener der Ruf nach einer evangelischen Kirche in Diekholzen laut. Zwischen beiden Kirchen wurde an einem entlang der Beuster angelegten Wanderweg 1996 eine kleine Flurkapelle erbaut und 1997 eingeweiht.
Am östlichen Rand von Diekholzen erinnert in der Straße Söhrer Tor ein Denkmal an das frühere Kaliwerk Hildesia.

#### Weitere Sehenswürdigkeiten in der Gemeinde
- Katholische St. Nikolaus-Kirche in Barienrode, 1734 im Stil des Barock mit einem verschieferten Dachreiter erbaut
- Flurkreuz von 1860 am nördlichen Ortsrand von Barienrode an der Straße nach Hildesheim-Ochtersum
- Katholische Pfarrkirche Mariä Himmelfahrt im Dorfkern von Söhre mit ihrem 1877 neu errichteten Kirchenschiff
- Fachwerkkapelle St. Antonius von 1670 auf dem ehemaligen Klostergut Röderhof mit der katholischen Kirche Heilig Geist
- 1841/42 erbaute katholische St.-Nikolaus-Kirche in Egenstedt[18]

## Wirtschaft und Infrastruktur
- Bildungseinrichtungen: drei Grundschulen in den Ortschaften Diekholzen, Barienrode und Söhre, sowie eine heilpädagogische Einrichtung in Egenstedt, Heimstatt Röderhof
- Kindertagesstätten: drei Kindergärten in den Ortschaften Diekholzen, Barienrode und Söhre
- Freizeiteinrichtungen: verschiedene ortsansässige Vereinen und Verbände
- Kultureinrichtungen: Außenstelle Kreisvolkshochschule (KVHS) und örtlicher Kultur- und Verkehrsverein
- Sportstätten: Sportplätze in Diekholzen, Barienrode und Söhre.

Diekholzen hat heute keine größeren Wirtschaftseinrichtungen mehr, die Ortsteile verstehen sich fast ausschließlich als attraktive Wohngebiete im nahen Einzugsgebiet von Hildesheim. Die letzten Zeichen industrieller Nutzung sind 2004 mit der Sprengung des Kalischachtes eingestellt worden.

### Verkehr
Durch die Gemeinde führt entlang der Ortschaft Egenstedt die Bundesstraße 243 von Hildesheim nach Seesen sowie die Bahnstrecke Hildesheim–Goslar. Mitten durch den Ortsteil Diekholzen führt die Landesstraße L 485 von Hildesheim nach Alfeld (Leine).
Die Industriebahngleise der Kleinbahn zum ehemaligen Kaliwerk Hildesia sowie zu den Bosch-Blaupunkt-Werken im Hildesheimer Wald wurden im Jahre 2004 stillgelegt und demontiert.
In der Nähe der Ortschaft Diekholzen liegt ein Portal des Eichenbergtunnels der Schnellfahrstrecke Hannover–Würzburg, die etwa zwei Kilometer durch das Gemeindegebiet führt. Ein Teilstück der Strecke zwischen Göttingen und Hannover bekam nachträglich eine neuartige Oberleitung. Testzüge dürfen auf diesem etwa 100 Kilometer langen Abschnitt 400 km/h fahren.
Von Hildesheim und Alfeld (Leine) ist Diekholzen mit mehrmals täglich verkehrenden Linienbussen zu erreichen.

## Persönlichkeiten
- Johann Friedrich Ruthe (1788–1859), Oberlehrer, Botaniker und Entomologe; geboren im Ortsteil Egenstedt
- Heinrich Leupke (1871–1952), katholischer Theologe, Propst, Dechant und Gegner nationalsozialistischer Kirchenpolitik; geboren im Ortsteil Barienrode
- Heinz-Josef Adamski (1911–2002), Historiker, Volkskundler und Gymnasiallehrer
- Karl Hoppe (1923–1987), Motorradrennfahrer
- Ernst Cloer (1939–2021), Erziehungswissenschaftler und Professor an der Universität Hildesheim wohnte in Diekholzen.
- Timo Hübers (* 1996), deutscher Fußballspieler, u. a. für Hannover 96 und den 1. FC Köln

## Sonstiges
Auf dem Friedhof in Egenstedt hat die Schlagersängerin Hanne Haller ihre letzte Ruhestätte.